# 22177 Saotome
22177 Saotome è un asteroide della fascia principale. Scoperto nel 2000, presenta un'orbita caratterizzata da un semiasse maggiore pari a 3,1799967 UA e da un'eccentricità di 0,1315657, inclinata di 23,86344° rispetto all'eclittica.